# Caorle

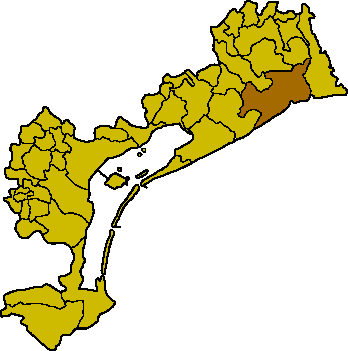
Ubicación del municipio de Caorle en el Venecia.

Caorle es una localidad italiana de la provincia de Venecia, región de Véneto, con 11.987 habitantes.

## Evolución demográfica
| Gráfica de evolución demográfica de Caorle entre 1861 y 2001 |
|                                                              |
| Fuente ISTAT - elaboración gráfica de Wikipedia              |